# ジョン・L・ホール (フリゲート)
| USS John L. Hall |                                                                                           |
| 艦歴             |                                                                                           |
| 発注:            | 1978年1月23日                                                                             |
| 起工:            | 1981年1月5日                                                                              |
| 進水:            | 1981年7月24日                                                                             |
| 就役:            | 1982年6月26日                                                                             |
| 退役:            | 2012年3月9日                                                                              |
| 除籍:            |                                                                                           |
| その後:          |                                                                                           |
| 要目             |                                                                                           |
| 排水量           | 基準: 3,225 t                                                                             |
| 排水量           | 満載: 4,100 t                                                                             |
| 全長             | 453 ft (138 m)                                                                            |
| 全幅             | 45.4 ft (13.8 m)                                                                          |
| 吃水             | 24 ft (7.3 m)                                                                             |
| 機関             | COGAG方式                                                                                 |
| 機関             | LM2500-30ガスタービンエンジン (20,500hp) ×2基                                             |
| 機関             | 可変ピッチプロペラ（5翔）×1軸                                                             |
| 機関             | 非常用旋回式スラスタ（350hp）×2基                                                         |
| 最大速           | 29ノット以上                                                                              |
| 航続距離         | 4,500 海里（20ノット巡航時）                                                              |
| 乗員             | 206名（士官13名）                                                                         |
| 兵装             | Mk.75 76mm単装速射砲×1基                                                                  |
| 兵装             | Mk.38 25mm単装機銃×2基                                                                    |
| 兵装             | Mk.15 20mmCIWS×1基                                                                        |
| 兵装             | M2 12.7mm単装機銃×4基                                                                     |
| 兵装             | Mk.13 mod.4単装ミサイル発射機×1基 * SM-1MR SAM * ハープーンSSM を発射可能 ※2003年以降撤去 |
| 兵装             | Mk.32 mod.17 3連装短魚雷発射管×2基                                                        |
| 艦載機           | SH-60B LAMPSヘリコプター×2機                                                              |
| C4ISTAR          | NTDS (JTDS＋リンク 11/14)                                                                 |
| C4ISTAR          | Mk.92 FCS (SM-1MR, 76mm砲用)                                                              |
| C4ISTAR          | AN/SQQ-89 ASWCS                                                                           |
| センサ           | AN/SPS-49 対空捜索レーダー                                                                |
| センサ           | AN/SPS-55 対水上捜索レーダー                                                              |
| センサ           | AN/SQS-56 船底装備ソナー                                                                  |
| センサ           | AN/SQR-19 曳航ソナー                                                                      |
| 電子戦           | AN/SLQ-32(V)5 ESM/ECM装置                                                                 |
| 電子戦           | Mk.36 デコイ発射装置                                                                      |
| モットー:        | Semper Victores (Always Victorious)                                                       |

ジョン・L・ホール (英語: USS John L. Hall, FFG-32) は、アメリカ海軍のミサイルフリゲート。オリバー・ハザード・ペリー級ミサイルフリゲートの24番艦。艦名はジョン・レスリー・ホール提督(1891 - 1978)に因む。

## 艦歴
ジョン・L・ホールは1978年1月23日にFY78プログラムの一部としてメイン州のバス鉄工所に建造発注され、1981年1月5日に起工する。1981年7月24日に進水し、1982年6月26日に就役した。なお、就役当初はネームシップ同様の短船体として建造されたが、のちに船体延長改修を受け、右記のような諸元を備えるようになった。
2005年8月、ジョン・L・ホールはハリケーン・カトリーナを避け母港のミシシッピ州パスカグーラから姉妹艦のスティーブン・W・グローブス (USS Stephen W. Groves, FFG-29) と共に出港した。パスカグーラ海軍基地はハリケーンによって甚大な被害を受けた。
2005年6月30日時点で、ジョン・L・ホールはデヴィッド・A・ガイスラー艦長の指揮下、第14駆逐戦隊に所属し、ミシシッピ州パスカグーラを母港としていた。
2012年3月9日に退役した。